# Joseph William Tobin
Joseph William Tobin C.Ss.R (sinh 1952) là một Hồng y người Hoa Kỳ của Giáo hội Công giáo Rôma. Ông hiện đảm nhận vị trí Tổng giám mục Tổng giáo phận Newark và Quản nhiệm Giáo hội Công giáo tại Quần đảo Turks và Caicos. Trước đó, ông từng đảm nhận các chức vị khác như: Tổng Thư kí Thánh bộ Tu sĩ, Tổng giám mục Indianapolis.

## Tiểu sử
Hồng y Tobin sinh ngày 3 tháng 5 năm 1952 tại Detroit, bang Michigan, Hoa Kỳ. Sau quá trình tu học miệt mài, Phó tế Tobin được thụ phong chức vị linh mục ngày 5 tháng 8 năm 1973, ông gia nhập Dòng Chúa Cứu Thế (viết tắt C.Ss.R). Ba năm sau đó, ông chính thức khấn trọn vào dòng này ngày 21 tháng 8 năm 1976. Sau quá trình tu học tại dòng cũng như các chủng viện, ngày 30 tháng 4 năm 1978 ông được phong chức Phó tế. Sau đó một tháng, ngày 1 tháng 6 cùng năm ông được thụ phong chức vị linh mục, là linh mục Dòng Chúa Cứu Thế. Ngày 9 tháng 9 năm 1997, ông trở thành Giám tỉnh Dòng Chúa Cứu Thế và giữ chức này đến ngày 4 tháng 11 năm 2009.
Ngày 2 tháng 8 năm 2010, Tòa Thánh cử linh mục Tobin làm Giám mục Hiệu tòa Obba, Tổng Thư kí Thánh bộ Đời sống Tận Hiến và các Hiệp hội Đời sống Tông đồ [gọi tắt là Thánh bộ Tu sĩ]. Ngày 9 tháng 10 cùng năm, nghi thức phong chức cho vị Tân giám mục được cử hành bởi Hồng y Tarcisio Bertone, S.D.B., Quốc vụ khanh Tòa Thánh làm Chủ phong và hai vị phụ phong gồm Hồng y Franc Rodé, C.M., Tổng trưởng Thánh bộ Tu sĩ và Hồng y Agostino Vallini, Giám quản Rôma, Tổng linh mục Vương cung Thánh đường Laterano. Tân giám mục chọn cho mình khẩu hiệu:Gaudete in Domino.
Ngày 18 tháng 10 năm 2012, Tòa Thánh thuyên chuyển Giám mục Tobin về làm Tổng giám mục chính tòa Tổng giáo phận Indianapolis, bang Indiana. Ông chính thức nhậm chức này ngày 3 tháng 12. Ngày 7 tháng 11 năm 2016, Tòa Thánh loan tin Giáo hoàng thuyên chuyển Tổng giám mục Tobin về làm Tổng giám mục Tổng giáo phận Newark, bang New Jersey và Quản nhiệm Giáo hội tại Quần đảo Turks và Caicos. Chưa kịp nhận chức Tổng giám mục Newark, ngày 19 tháng 11, Giáo hoàng Phanxicô vinh thăng Tổng giám mục Tobin tước hiệu Hồng y Nhà thờ Santa Maria delle Grazie a Via Trionfale. Sau khi nhận mũ hồng y, ngày 6 tháng 1 năm 2017, ông chính thức nhận chức Tổng giám mục Newark và ngày 29 tháng 1 đến nhận nhà thờ hiệu tòa của mình.